# Rolf Hilgenfeld
Rolf Hilgenfeld (ur. 3 kwietnia 1954 w Getyndze, zm. 19 czerwca 2025 w Bad Schwartau) – niemiecki biochemik. Dyrektor Instytutu Biochemii Uniwersytetu w Lubece.

## Życiorys
Absolwent Wydziału Chemii na Uniwersytecie w Getyndze (1981), gdzie prowadził badania w Instytucie Chemii Biofizycznej Towarzystwa Maxa Plancka (1979–1981). Od 1981 roku pracował na Wolnym Uniwersytecie Berlińskim, gdzie uzyskał doktorat w 1987 roku. W latach 1986–1995 badał biosyntezę białek w laboratorium firmy Hoechst. W międzyczasie pracował dwa lata (1986–1988) w Biocentrum Uniwersytetu w Bazylejskiego.
W 1995 roku został powołany na stanowisko profesora na Uniwersytecie w Jenie. W 2003 roku objął katedrę Biochemii na Uniwersytecie w Lubece.
Prof. Hilgenfeld miał znaczący wpływ na wygaszenie epidemii SARS. Podczas pandemii SARS (w 2002–2003) opublikował trójwymiarową strukturę proteazy wirusa SARS i jej pierwszego inhibitora.